# Byrsonima
Byrsonima (Byrsonima) je rod dřevin z neotropické oblasti, dělí se do více než 150 druhů. V čeledi malpígiovité je řazen do podčeledi Byrsonimoideae.

## Výskyt
Rostliny jsou původem z tropů a subtropů Střední a Jižní Ameriky kde také hodně druhů vyrůstá i v současnosti. Nejpestřejší výběr je v oblastech jihovýchodní Brazílie. Některé druhy rostou ve vlhkých lesích, jiné v savanách nebo v místech s dlouhodobým obdobím sucha, všechny nesnáší mráz a tudíž i větší nadmořské výšky. Většina těchto rostlin vyrůstá samovolně, bez lidského přičinění. Některé druhy byly introdukovány i mimo oblast Nového světa, např. do jihovýchodní Asie.

## Popis
Stromy, keře neb polokeře, jejichž mladé stonky mívají jemné, krátké hnědé nebo rezavé chlupy které mnohdy vydrží i do stáří. Vstřícné, celokrajné, obvykle kožovité listy mají řapíky a také palisty které vyrůstají mezi řapíkem a prýtem. Listy bývají někdy zespod jemně plstnaté.
Pětičetné oboupohlavné květy jsou na stopkách nebo přisedlé a jsou v průměru velké 5 až 20 mm. Rostou v konečných latách nebo hroznech, někdy vytvářejí jen shluk 2 až 3 květů vyrůstajících z jednoho listenu. Vytrvalý kalich obsahuje ve většině případů 10 žlázek s olejovitou tekutinou místo nektaru. Koruna je bilaterálně souměrná, volné korunní lístky jsou dlouze nehetnaté, ledvinovité až okrouhlé, typicky lžícovitého tvaru a bývají převážně celokrajné. Mívají barvu žlutou, bílou, růžovou nebo červenou, většinou jsou lysé. Z češule vyrůstá 10 tyčinek s krátkými, volnými nebo u báze slabě srostlými nitkami připojenými zespodu k prašníkům s trikolpátními pylovými zrny. Lysý nebo jemně plstnatý třídílný svrchní semeník je srostlý ze tří plodolistů, v každém je po vajíčku. Má tři čnělky zakončené drobnými šídlovitými bliznami opylovanými převážně včelami sbírajícími z květů olejnatou tekutinu a pyl.
Plody na stopkách jsou kulovité peckovice o velikosti třešní. Při dozrání se jejich zelená barvy změní na žlutou, oranžovou, červenou, fialovou nebo černou. Ovoce má pod měkkou blanitou slupkou masitou dužinu kryjící tvrdou pecku s jedním až třemi (nejčastěji) semeny bez endospermu. Díky dužině jsou plody potravou pro mnohé živočichy, hlavně ptáky nebo kaloně, kteří pak po okolí v trusu roznášejí semena.

## Význam

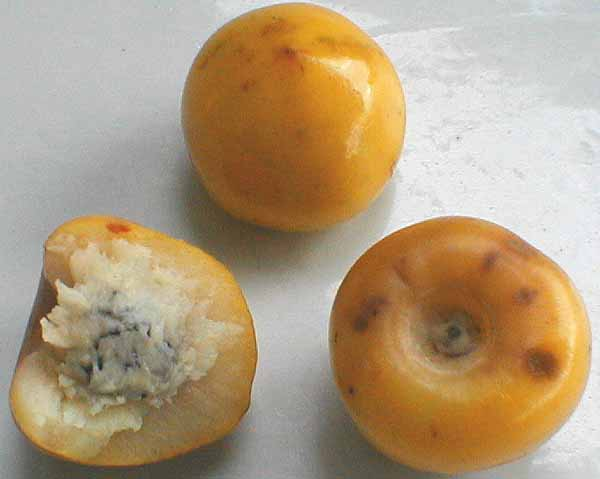
Nance – nejznámější plody, jsou z Byrsonima crassifolia

Některé druhy, např. Byrsonima crassifolia a Byrsonima verbascifolia jsou obyvateli ceněny pro své chutné plody používané k přímé konzumaci, přípravě nápojů, sladkých pochutin nebo se zkvašují; tyto rostliny jsou často uměle vysazovány a šlechtěny. Dřeva stromů se využívá mj. k výstavbě místních obydlí i pro výrobu nábytku do nich. Macerovaných slupek plodů obsahujících hodně tříslovin užívají mnohdy tamní obyvatelé k barvení textilií. Druh Byrsonima lucida je v některých oblastech Střední Ameriky a Karibiku pěstován jako okrasný keř.
Vybrané druhy rodu Byrsonima odedávna slouží původním obyvatelům k léčení zažívacího ústrojí, respiračních a kožních neduhů a proti horečce. V současnosti prováděný výzkum ukazuje, že extrakty z některých druhů mají vysokou antimikrobiální aktivitu a tudíž i potenciální terapeutickou účinnost.